# Botia
Botia là một chi cá trong họ Botiidae

## Các loài
Chi này gồm các loài:
- Botia almorhae J. E. Gray, 1831 (Almorha loach, Yo-yo loach, Pakistani loach)
- Botia birdi B. L. Chaudhuri, 1909 (Birdi loach)
- Botia dario (F. Hamilton, 1822) (Bengal loach, Queen loach)
- Botia histrionica Blyth, 1860 (Golden zebra loach)
- Botia kubotai Kottelat, 2004 (Burmese Border loach)
- Botia lohachata B. L. Chaudhuri, 1912 (Reticulate loach)
- Botia rostrata Günther, 1868 (Gangetic loach, Sergeant major loach)
- Botia striata Narayan Rao, 1920 (Zebra loach)
- Botia udomritthiruji H. H. Ng, 2007 (Emperor loach)